# Петроченков, Николай Петрович
Никола́й Петро́вич Петроче́нков (1922—1978) — русский советский журналист, поэт. Заслуженный работник культуры РСФСР (1972). Участник Великой Отечественной войны.

## Биография
Родился 29 сентября 1922 года в крестьянской семье в деревне Выгорь Всходской волости Ельнинского уезда Смоленской губернии РСФСР (ныне в Угранском районе Смоленской области России). Трудовую деятельность начал учителем средней школы имени М. Горького в Вяземском районе Смоленской области, откуда 10 октября 1940 года был призван в ряды РККА. Сражался на фронтах Великой Отечественной войны в качестве механика по электроспецоборудованию в составе 622-го штурмового авиаполка. Член ВКП(б) с 1945 года. Демобилизовался в звании старшины и с 1945 до 1947 года работал учителем  в Красносельской средней школе Нижне-Амурской области Хабаровского края. Затем переехал на Сахалин, где прожил до конца жизни.
С 1947 года до ухода на пенсию в феврале 1978 работал в областной газете «Советский Сахалин» — собственным корреспондентом, заведующим отдела культуры и быта, литературы и искусства, публицистики и фельетона. 
20 марта 1972 года специальному корреспонденту газеты «Советский Сахалин» Н. П. Петроченкову «за заслуги в области советской печати» было присвоено почётное звание заслуженный работник культуры РСФСР.
С февраля 1978 года пенсионер республиканского значения. Умер после продолжительной тяжёлой болезни 2 мая того же года.

## Творчество
Писал очерки, фельетоны, а также стихи и рассказы. С июня 1955 года несколько лет возглавлял областное литературное объединение.
Автор незаконченной поэмы «Невельской», посвященной адмиралу Г. И. Невельскому. Отрывки были опубликованы в 1953—1955 гг. в газете «Советский Сахалин», а главы из неё — в литературно-художественном сборнике произведений сахалинских авторов «Родной Сахалин» (1956).

## Награды
- орден Красной Звезды (10.05.1945)
- Медаль «За оборону Сталинграда» (22.12.1942)
- Медаль «За боевые заслуги» (5.02.1943)
- Медаль «За оборону Кавказа» (05.05.1944)[1]